# White Horse (виски)
White Horse (с англ. — «белая лошадь») — марка одного из известных шотландских купажированных виски (скотча). Купаж состоит на 30 % из солодового виски с основой из Lagavulin, Glen Elgin и Craigellachie, и 70 % зернового виски. Всего в купаж входит 40 марок солодового и зернового виски.

## История
Компания по производству купажированного виски была основана в 1883 году Джеймсом Логаном Мэкки в районе Порт Дандас, шотландского города Глазго. Существует мнение, что в то время, семья Мэкки также владела таверной с названием «White Horse Inn» в центральном районе Эдинбурга — Кэнонгейт. Название же таверны было дано в честь белых верховых лошадей из свиты королевы Шотландии Марии Стюарт, на которых она с придворными выезжала из королевской резиденции — Холирудхаус. Надпись на бутылке «создано в 1742 году», относится именно к дате постройки трактира, а не к виски.
Официально название виски «White Horse» было зарегистрировано в 1891 году по инициативе племянника Джеймса Логана Мэкки — Питера Мэкки. К слову, племянник был уже подкован в производстве виски, проработав с 1883 года помощником партнёра Джеймса Логана Мэкки на винокурне Lagavulin — капитана Грэхэма. Именно «неутомимый» Питер стоял у истоков основания компании, именно он осознал важность хорошего названия виски, создания стандартов производства, важности грамотной выдержки виски и его продвижения на рынки. Именно компания «White Horse Distillers Limited» была пионером введения винтовой пробки для укупоривания бутылок вместо пробки из подкоркового слоя пробкового дерева.
В 1915 году Питер Мэкки приобретает винокурню Craigellachie из Спейсайда, чей виски уже входил в купаж «White Horse». В 1924 году Питер Мэкки умирает и компания «Mackie and Co.», основанная им в 1891 году, меняет название на «White Horse Distillers Limited». А в 1927 году компания становится частью крупного холдинга «The Distillers Compagny Limited».
В настоящее время марка принадлежит алкогольному гиганту Diageo.

## Интересные факты
- В советском фильме «Человек с бульвара Капуцинов» показаны бутылки с молоком, этикетки которого очень похожи на этикетки этого виски.
- В 1900 году виски White Horse впервые стал поставляться за пределы Шотландии. В память об этом событии компанией был выпущен особый сорт — White Horse 1900.
- Во второй части повести «Четыре танкиста и собака» польского писателя Януша Пшимановского во время встречи польских и американских солдат капрал Вихура задает вопрос: «А „Белая лошадь“ у вас есть?», на что американский солдат отвечает: «Нет, виски у нас нет».
- Также упоминание идет в книге Ильфа и Петрова «Одноэтажная Америка», где они характеризуют данный сорт как самый распространенный в США и по цене общедоступный.
- В советском фильме «Директор» главный герой заключает пари c американским водителем на бутылку White Horse что он к финишу придет первым.
- С 2020 года виски White Horse в России начал разливать Московский завод "Кристалл"[1].